# Olefant
Olefant, auch Olephant, ist ein Ortsteil im Stadtteil Frankenforst von Bergisch Gladbach.

## Geschichte
Der Name Olefant greift die alte Flurbezeichnung Olephant  in alten Gewannenbezeichnungen in der Freiheit Bensberg und in der Honschaft Bensberg auf. In der Frühen Neuzeit erscheint Olephant als Siedlungsname und wird 1719 erstmals genannt. Für die Bedeutung des Flurnamens gibt es unterschiedliche Deutungen:
- Es kann sich um ein Trinkgefäß handeln. Das mittelhochdeutsche olivante, altfranzösisch olifant (Horn eines Elefanten, Trinkhorn) bezeichnet ein mittelalterliches Jagd- und Trinkhorn aus Elfenbein. Derartige Gefäße wurden nach Abschluss der herzoglichen Jagden im Königsforst bei der anschließenden Feier zum Trinkgelage verwendet.
- Die Schreibweise der Gewannenbezeichnung lautet bei Bensberg-Freiheit Olephant. Bei Bensberg-Honschaft lautet die Schreibweise Ollephant, also mit einer „l“-Doppelung. Daraus ergibt sich die Möglichkeit, dass eine hier gelegene Krabbenbäckerei gemeint ist, die eine Ölpfanne benutzte. Zu Öl sagt man in der rheinischen Mundart Ollich.[1]

Die Topographia Ducatus Montani des Erich Philipp Ploennies, Blatt Amt Porz, belegt, dass der Wohnplatz 1715 als Hof kategorisiert wurde und mit Olefand bezeichnet wurde.
Carl Friedrich von Wiebeking benennt die Hofschaft auf seiner Charte des Herzogthums Berg 1789 als Ohlefand. Aus ihr geht hervor, dass Olephant zu dieser Zeit Teil der Freiheit Bensberg im gleichnamigen Kirchspiel war.
Unter der französischen Verwaltung zwischen 1806 und 1813 wurde das Amt Porz aufgelöst und Olephant wurde politisch der Mairie im Kanton Bensberg zugeordnet. 1816 wandelten die Preußen die Mairie zur Bürgermeisterei Bensberg im Kreis Mülheim am Rhein.
Der Ort ist auf der Topographischen Aufnahme der Rheinlande von 1824 als Olefant und auf der Preußischen Uraufnahme von 1840 als Ollefand verzeichnet. Ab der Preußischen Neuaufnahme von 1892 ist er auf Messtischblättern regelmäßig als Olepfant oder Olephant verzeichnet.
Aufgrund des Köln-Gesetzes wurde die Stadt Bensberg mit Wirkung zum 1. Januar 1975 mit Bergisch Gladbach zur Stadt Bergisch Gladbach zusammengeschlossen. Dabei wurde auch Olephant Teil von Bergisch Gladbach.
| Jahr | Einwohner | Wohn- gebäude | Kategorie  |
| ---- | --------- | ------------- | ---------- |
| 1845 | 12        | 2             | Bauergüter |
| 1871 | 10        | 2             | Hofstelle  |
| 1885 | 2         | 2             | Wohnplatz  |
| 1895 | 6         | 1             | Wohnplatz  |
| 1905 | 10        | 2             | Wohnplatz  |

## Bergbau

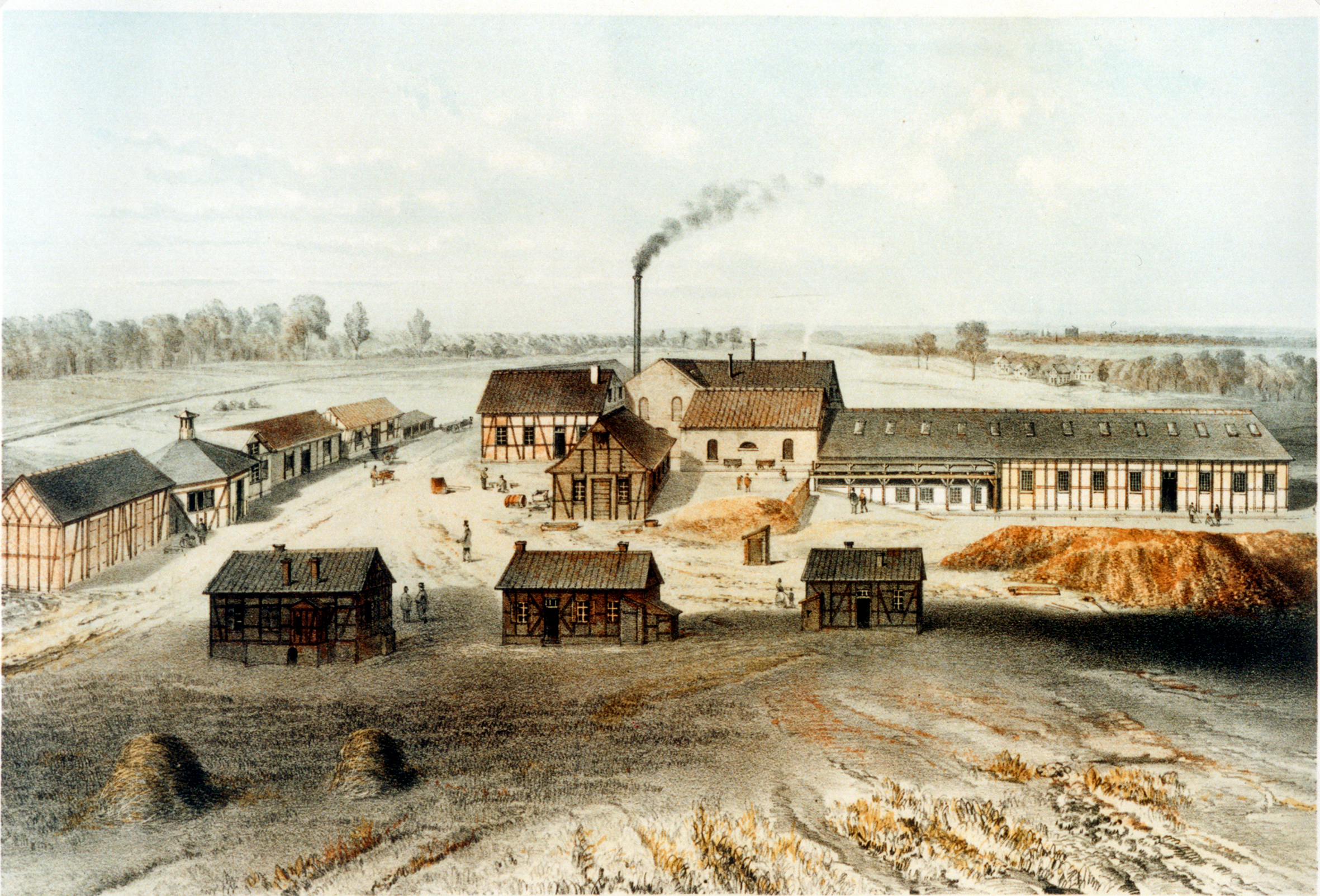
Lithographie von der Grube Julien 1855

Die Grube Julien erstreckt sich auch in der Umgebung von Olefant. Bei Probebohrungen in den Jahren 1966 bis 1969 hatte man hier eine Lagerstätte von ca. 1,5 Millionen Tonnen abbauwürdiger Zink- und Bleierze aufgefunden und beantragte die Erteilung einer Abbau- und Betriebserlaubnis. Nach langen Verhandlungen mit dem Bergamt Siegen und der Stadt Bergisch Gladbach wollte man am 25. November 1975 mit einem ersten Spatenstich den Abbau beginnen und informierte darüber gleichzeitig die Öffentlichkeit. Das erzeugte Unruhe in der Bevölkerung. Eine Bürgerinitiative gründete sich, die sich die Aufgabe gestellt hatte, den künftigen Bergbau zu verhindern. Der Druck wurde so stark, dass die weiteren Arbeiten unterblieben. Am 22. März 1977 erging ein Aufhebungsbescheid. Das Erz lagert immer noch in der Erde.

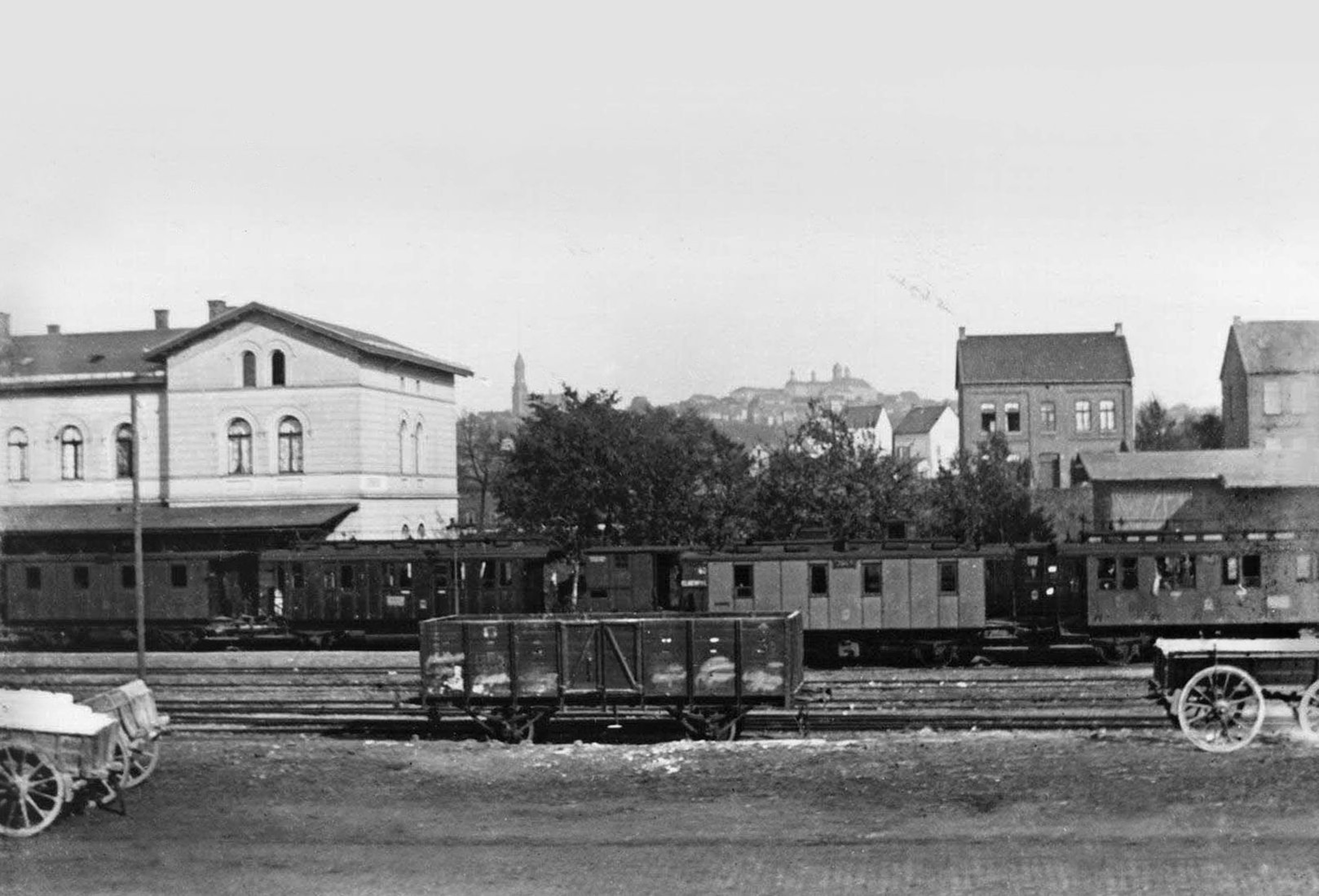
Bahnhof Bensberg 1899

## Bahnhof Bensberg
Seit 1870 war Bensberg mit einem Bahnhof an die Bahnstrecke Köln-Mülheim–Lindlar angeschlossen. Dieser Personen- und Güterbahnhof war hier am Olefant. Am 29. September 1965 verließ der letzte Personenzug den Bahnhof Bensberg. Für den Gütertransport blieb die Bahnlinie noch bis zum 22. Mai 1966 in Betrieb. Die Gebäude standen teilweise noch bis 1989.
Der Bahnhof ist als eigenständiger Wohnplatz in den preußischen Statistiken geführt. Der Ort ist auf der Preußischen Neuaufnahme von 1892 als Bahnhof Bensberg verzeichnet.
| Jahr | Einwohner | Wohn- gebäude | Kategorie |
| ---- | --------- | ------------- | --------- |
| 1871 | 15        | 1             | Hofstelle |
| 1885 | 20        | 1             | Wohnplatz |
| 1895 | 21        | 1             | Wohnplatz |
| 1905 | 21        | 1             | Wohnplatz |